# グレンイーグルス
グレンイーグルス（Gleneagles） は、アイルランドで生産された競走馬である。主な勝ち鞍は2014年ヴィンセントオブライエンナショナルステークス、2015年2000ギニー、アイリッシュ2000ギニー、セントジェームズパレスステークスである。

## 戦績

### 2歳時（2014年）
2014年6月6日レパーズタウン競馬場の未勝利戦に1番人気でデビューするも4着。2戦目で初勝利を挙げると、続くタイロスステークスとフューチュリティステークスも連勝。9月14日のヴィンセントオブライエンナショナルステークスは最後方から直線で一気に突き抜けて快勝、G1初制覇を果たす。10月5日のジャン・リュック・ラガルデール賞では後方2番手から外から追い込んで1位入線するもテリトリーズの進路を妨害したとして3着降着となったが、この年のカルティエ賞最優秀2歳牡馬に選出されている。

### 3歳時（2015年）
シーズン初戦となった2000ギニーは残り1ハロン付近で先頭に立つと後続に2馬身差をつけ快勝。続くアイリッシュ2000ギニーでは道中中団待機から直線でエンドレスドラマとの追い比べを制し英愛2000ギニー制覇となった。6月16日に行われたセントジェームズパレスステークスは5頭立ての少頭数であったが4番手追走から抜け出しLatharnachに2馬身半差をつけG1レース4勝目を飾った。その後、予定していたサセックスステークス、ジャック・ル・マロワ賞、インターナショナルステークス、アイリッシュチャンピオンステークスは馬場悪化を理由に出走回避。10月17日のクイーンエリザベス2世ステークスで復帰、後方追走も直線で伸びきれず6着。その後アメリカに遠征し、ブリーダーズカップ・クラシックに出走するも8着に終わり、このレースを最後に現役を引退した。

## 種牡馬時代
2016年よりクールモアスタッドで種牡馬入りした。2016年の種付け価格は6万ユーロ（約790万円）となっている。
2019年4月12日、イギリスのニューベリー競馬場のメイドン戦でハイランドチーフが勝ち上がり、種牡馬として初勝利を挙げた。

### 主な産駒
- 2017年産
  - Highland Chief（マンノウォーステークス、シカモアステークス）

- 2018年産
  - Loving Dream（ロワイヤリュー賞、リブルスデールステークス）
  - ショックアクション（新潟2歳ステークス）

- 2020年産
  - Mill Stream（ジュライカップ、モートリー賞、デュークオブヨークステークス）

- 2021年産
  - Palladium（ドイチェスダービー）
  - Calandagan（サンクルー大賞、キングジョージ6世&クイーンエリザベスステークス、ノアイユ賞、オカール賞、キングエドワード7世ステークス）

## 血統表
| グレンイーグルスの血統    | グレンイーグルスの血統         | グレンイーグルスの血統 | （血統表の出典）     | （血統表の出典） |
| 父系                      | サドラーズウェルズ系           | サドラーズウェルズ系   | サドラーズウェルズ系 |                  |
| 父 Galileo 1998 鹿毛      | 父の父Sadler's Wells 1981 鹿毛 | Northern Dancer 1961   | Nearctic             | Nearctic         |
| 父 Galileo 1998 鹿毛      | 父の父Sadler's Wells 1981 鹿毛 | Northern Dancer 1961   | Natalma              |                  |
| 父 Galileo 1998 鹿毛      | 父の父Sadler's Wells 1981 鹿毛 | Fairy Bridge 1975      | Bold Reason          | Bold Reason      |
| 父 Galileo 1998 鹿毛      | 父の父Sadler's Wells 1981 鹿毛 | Fairy Bridge 1975      | Special              |                  |
| 父 Galileo 1998 鹿毛      | 父の母Urban Sea 1989 栗毛      | Miswaki 1978           | Mr Prospector        | Mr Prospector    |
| 父 Galileo 1998 鹿毛      | 父の母Urban Sea 1989 栗毛      | Miswaki 1978           | Hopespringseternal   |                  |
| 父 Galileo 1998 鹿毛      | 父の母Urban Sea 1989 栗毛      | Allegretta 1978        | Lombard              | Lombard          |
| 父 Galileo 1998 鹿毛      | 父の母Urban Sea 1989 栗毛      | Allegretta 1978        | Anatevka             |                  |
| 母 You'resothrilling 2001 | 母の父Storm Cat 1983           | Storm Bird 1978        | Northern Dancer      | Northern Dancer  |
| 母 You'resothrilling 2001 | 母の父Storm Cat 1983           | Storm Bird 1978        | South Ocean          |                  |
| 母 You'resothrilling 2001 | 母の父Storm Cat 1983           | Terlingua 1976         | Secretariat          | Secretariat      |
| 母 You'resothrilling 2001 | 母の父Storm Cat 1983           | Terlingua 1976         | Crimson Saint        |                  |
| 母 You'resothrilling 2001 | 母の母Mariah's Storm 1991      | Rahy 1985              | Blushing Groom       | Blushing Groom   |
| 母 You'resothrilling 2001 | 母の母Mariah's Storm 1991      | Rahy 1985              | Glorious Song        |                  |
| 母 You'resothrilling 2001 | 母の母Mariah's Storm 1991      | *イメンス 1979         | Roberto              | Roberto          |
| 母 You'resothrilling 2001 | 母の母Mariah's Storm 1991      | *イメンス 1979         | Imsodear             |                  |

全姉にアイリッシュ1000ギニーを制したMarvellous、全妹にモイグレアスタッドステークス・ジャン・リュック・ラガルデール賞を制したHappilyとディアヌ賞を制したJoan of Arc、母の全兄にG1競走6勝を挙げたGiant's Causewayがいる。